# Kobold (Zeitschrift)
Der Kobold (im Logo kobold geschrieben) war eine von 1947 bis 1950 in Berlin erschienene satirische Monatszeitschrift, gegründet von dem Schauspieler und Kabarettisten Wolfgang Müller und dem Schriftsteller Fritz Martin Rintelen.

## Absicht
Im ersten Heft (Juli 1947) stellte sich der namensgebende „lizenzierte Kobold“ als „Conférencier einer neuen Zeitschrift“ vor, mit vielen Anspielungen auf die Nachkriegszeit. Er sei nackt zur Welt gekommen, habe dann „ein geliehenes Sofa gegen eine alte Flanellhose und eine abgetragene Buschjacke“ getauscht, diese aber, in eine Ruine gelockt und niedergeschlagen, wieder eingebüßt. In Anspielung an Christian Dietrich Grabbes Lustspiel fuhr er fort: „Nun habe ich mich wieder an meine Nacktheit gewöhnt, und da sie nichts mehr mit Scherz, Satire und Ironie zu tun hat, versuche ich, sie mir und anderen als tiefere Bedeutung zu erklären. Eines aber habe ich gerettet, über alles hinweg gerettet: meinen Humor und mein Mundwerk.“ Der Kobold forderte auf, nur mit einem Auge zu weinen, aber mit dem anderen zu lachen: „Lesen Sie mich, wo Sie stehen, gehen oder umsteigen. Denn in Berlin steht noch alles – nach Zigaretten, nach Lebensmittelkarten, in den Bahnen; in Berlin geht alles, – nur weiß bisher keiner genau, in welche Richtung; und in Berlin steigt alles um, nicht nur politisch, sondern auch auf der S-, U- und Straßenbahn. In jedem Falle muß man aufpassen, daß man in den richtigen Zug einsteigt, denn sonst schimpft später jeder auf den Führer – des Zuges. Dabei stand es doch damals vorne dran, wohin der Zug fuhr. Das war schon kein Zug mehr, das war Sturm. Mit dem Stürmer fing es an, und mit dem Volkssturm hörte es auf. Den Kobold gab es noch nicht, denn man war von allen guten Geistern verlassen.“

## Stil
Der Stil der Zeitschrift war kritisch-unterhaltsam. So blickte beispielsweise „der liebe Gott“ in einem „Halleluja! sagte der Teufel“ betitelten Beitrag 1947 auf die Menschen und sagte: „Nein, die Brüder sind doch – trotz Sodom, Braunau und Hiroschima – immer noch nicht vernünftig geworden. Was haben wir denn außer Sintflut, Ismen und Atombombe noch zu ihrer Bekehrung?“ Die Menschen „unterhielten sich mit Westentaschenfernsehtelefon, wo sie gingen oder standen, über jede Entfernung hinweg, ernährten sich mit Vitaminpillen und Kalorientropfen und vermehrten sich durch synthetische Babies.“ Auch die meist gezeichneten Illustrationen waren oft zeitkritisch (wenn zum Beispiel Vertreter der vier alliierten Hauptsiegermächte um einen als Deutscher Michel gekennzeichneten Kegel herum Billard spielen, bei folgender Bildunterschrift: „Schwieriges Spiel, wenn der Kegel fällt, hat keiner gewonnen“).

## Mitarbeiter
Die Beiträge lieferten neben vielen heute Unbekannten unter anderem Erich Kästner, Jo Hanns Rösler, Wolfdietrich Schnurre, Robert T. Odeman, Paul Gurk, Paul Rosié, Hubert von Meyerinck, Tatjana Sais, Günter Neumann oder die Malerin Mia Lederer.
Ab Juni 1948 fungierte Wolfgang Müller nur noch als Lizenzträger und Fritz Martin Rintelen als alleiniger Chefredakteur.

## Bedeutung, Seltenheit
Die Bedeutung dieser in der Mitte des vierten Jahrgangs (1950) eingestellten satirischen Zeitschrift im Nachkriegsdeutschland ist offenbar noch nicht näher aus heutiger Sicht untersucht worden. Da der Karlsruher Virtuelle Katalog (KVK) nur in einer einzigen deutschen Bibliothek einen kompletten Bestand nachweist (und drei unvollständige Folgen), ist sie heute als sehr selten anzusehen.